# Rostrup Sogn
Rostrup Sogn er et sogn i Hadsund Provsti (Aalborg Stift).
I 1800-tallet var Rostrup Sogn anneks til Vive Sogn. Begge sogne hørte til Hindsted Herred i Ålborg Amt. Trods annekteringen var de to selvstændige sognekommuner. Rostrup blev ved kommunalreformen i 1970 indlemmet i Arden Kommune, der ved strukturreformen i 2007 indgik i Mariagerfjord Kommune.
I Rostrup Sogn ligger Rostrup Kirke.
I sognet findes følgende autoriserede stednavne:
- Ambjerg Stovhøj (areal)
- Blegedy (bebyggelse, ejerlav)
- Brøndbjerg (bebyggelse, ejerlav)
- Brøndbjerg Hede (bebyggelse)
- Hedegårde (bebyggelse, ejerlav)
- Lundgård (bebyggelse, ejerlav)
- Lundgård Hede (bebyggelse)
- Monstrup (bebyggelse, ejerlav)
- Præstegårde (bebyggelse)
- Rostrup (bebyggelse, ejerlav)
- Stenstrup (bebyggelse, ejerlav)
- Stenstrup Hede (bebyggelse)
- Stubberup Bæk (vandareal)
- Tostrup (bebyggelse, ejerlav)
- Vrå (bebyggelse, ejerlav)
- Vrå Hede (bebyggelse)
- Øster Skovhuse (bebyggelse)